# Hoya mappigera
Hoya mappigera är en oleanderväxtart som beskrevs av Rodda och Simonsson. Hoya mappigera ingår i släktet Hoya och familjen oleanderväxter. Inga underarter finns listade i Catalogue of Life.